# Reflector (revista)
Reflector fue una revista ultraísta publicada en Madrid a finales de 1920.

## Descripción
La publicación, editada en Madrid y fundada por José de Ciria y Escalante, publicó un único número en diciembre de 1920.
En la revista, vinculada al movimiento ultraísta, además de Ciria y Escalante, figuraron colaboraciones de Gerardo Diego, Adolfo Salazar, Guillermo de Torre, Rafael Barradas —que se encargó del diseño de la portada—, Juan Ramón Jiménez, Jorge Luis Borges y su hermana Norah, Ramón Gómez de la Serna y Francisco Vighi.